# Po Klong Garai (roi)
Pour les articles homonymes, voir Indravarman.
Po Klong Garai  ou Jaya Indravarman IV (1151-1192), est le roi du Royaume de Champā de la XIe dynastie Phan Rang - Tháp Chàm. Il règne de 1167 à 1190

## Origine
Jaya Indravarman  est probablement le même personnage que le légendaire souverain dénommé Po Klong Garai de Phan Rang - Tháp Chàm. C'est un usurpateur, qui se qualifie lui-même de « Jaya Indravarman de Vatu », et déclare venir du  « fameux lieu connu sous le nom de  Gramapuravijaya  » et être  « plein d'énergie de courage et de fierté...mais aussi versé dans tous les Chatras ».

## Règne
Devenu roi il envoie un tribut à la cour de l'empire de Chine et au  Dai Viet.  N'ayant pas réussi à acquérir des chevaux chinois pour mener une invasion il arme une flotte de vaisseaux.:77–79
Il mène ensuite l'invasion cham contre l' empire Khmer en 1177.  Sa force navale remonte le 
Mékong et la rivière jusqu'au  Tonle Sap et met à sac Angkor, tuant le roi Tribhuvanâditya-Varman.:120:163–164,166
En 1190, le roi Khmer Jayavarman VII, le fils et successeur de  Dharanindra Varman II, prend  sa revanche sur le royaume du Champa. La capitale est prise par  Vidyanandana et Jaya est déporté au Cambodge comme prisonnier.  Le roi du Cambodge le libère ensuite car il tente de récupérer son trône en  1191. Toutefois, Vidyanandana le bat et le fait mettre à mort .
Il meurt en  1192. Son nom est la transcription du  Sanskrit « Jaya », victorieux; « Indra  » possesseur des gouttes de pluie du Sanskrit इन्दु (indou) une goutte et र (ra) possesseur; et Varman, le mot Sanskrit pour désigner un  expert dans les  arts martiaux. Indra est également un ancien dieu guerrier Hindou du ciel et de la pluie. Il est le principal dieu du texte religieux le Rigveda.